# Релятивістське уповільнення часу

З точки зору системи відліку синього годинника, червоний годинник, що рухається, сприймається як такий, що йде повільшіше (утрирована схема).

Релятивістське уповільнення часу — ефекти уповільнення часу, що описуються в межах загальної та спеціальної теорій відносності. Причинами релятивістського уповільнення часу, відповідно, є перебування систем відліку на різній відстані від масивного тіла у полі його гравітації[джерело?] та ненульова швидкість руху інерціальної системи відліку відносно непорушного спостерігача. Уповільнення часу не залежить від властивостей годинника, що вимірює час, і є наслідком властивостей простору-часу у певній точці, для якої визначається часовий інтервал.

## Уповільнення часу в межах спеціальної теорії відносності
У межах спеціальної теорії відносності уповільнення часу є наслідком принципу рівноправності інерціальних систем відліку та перетворень Лоренца, що слідують із нього.
Можна розглянути дві події, просторово-часовий інтервал між якими є часоподібним. Відповідно, часові інтервали {\displaystyle \ \Delta t} та {\displaystyle \ \Delta t'} між подіями, що розглядаються відносно нерухомої інерціальної системи відліку A, та інерціальної системи відліку A', що рухається, будуть різними. Можна прийняти, що відносно системи відліку A' простороподібний інтервал дорівнює нулю,
{\displaystyle \ \Delta x^{\prime },\Delta y^{\prime },\Delta z^{\prime }=0\qquad (1)},
тобто, координати точки події в цій системі відліку не змінюються.
Якщо розглянути зв'язок часових інтервалів {\displaystyle \ \Delta t} та {\displaystyle \ \Delta t'} у рамках перетворення Лоренца часової компоненти лінійного елементу інтервала {\displaystyle \ \Delta s} при переході від інерціальної системи відліку А' до інерціальної системи відліку А,
{\displaystyle \ \Delta t={\frac {\Delta t'+{\frac {\Delta x'v}{c^{2}}}}{\sqrt {1-{\frac {v^{2}}{c^{2}}}}}}},
та врахувати, відповідно до {\displaystyle \ (1)}, що {\displaystyle \ \Delta x'=0}, можна отримати кількісне співвідношення між :{\displaystyle \ \Delta t} та {\displaystyle \ \Delta t'}:
{\displaystyle \ \Delta t={\frac {\Delta t'}{\sqrt {1-{\frac {v^{2}}{c^{2}}}}}}\qquad (2)}.
При цьому
{\displaystyle \ \Delta x={\frac {v\Delta t'}{\sqrt {1-{\frac {v^{2}}{c^{2}}}}}}}.
З {\displaystyle \ (2)} видно, що найкоротший часовий інтервал між двома подіями буде визначатись тоді, коли відносно інерціальної системи відліку, де знаходиться годинник, виконується умова {\displaystyle \ (1)}.
Якщо тепер розглянути об'єкт, що рухається відносно інерціальної системи відліку А по криволінійній траєкторії зі змінною у часі швидкістю {\displaystyle \ v}, і розбити його траєкторію на множину безкінечно малих інтервалів, на проходження яких відносно нерухомої інерціальної системи відліку потрібен час {\displaystyle \ dt}, то, відновідно годиннику у супутній локально-інерціальній інерціальної системи відліку, на проходження того ж інтервалу, згідно з {\displaystyle \ (2)}, буде потрібен час:
{\displaystyle \ dt'=dt{\sqrt {1-{\frac {v^{2}}{c^{2}}}}}\Rightarrow dt={\frac {dt'}{\sqrt {1-{\frac {v^{2}}{c^{2}}}}}}.\qquad (3)}.
Тоді сумарний інтервал часу, що вимірюється відносно інерціальної системи відліку А, не залежить від прискорення й буде визначатися інтегралом виразу (3):
{\displaystyle \ t_{2}-t_{1}=\int \limits _{0}^{t}{\frac {dt'}{\sqrt {1-{\frac {v^{2}}{c^{2}}}}}}\qquad (4)}.
З {\displaystyle \ (4)} видно, що часовий інтервал не залежить від прискорення.

## Уповільнення часу у рамках загальної теорії відносності
У основі загальної теорії відносності лежить метричний тензор {\displaystyle \ g_{ik}(x)}, де {\displaystyle \ i,k=0,1,2,3}, який при зміні координат змінюється таким чином, що величина просторово-часового інтервалу між двома подіями з координатами {\displaystyle \ x^{i}} та {\displaystyle \ x^{i}+dx^{i}} залишається незмінною:
{\displaystyle \ ds^{2}=g_{ik}(x)dx^{i}dx^{k}={\text{inv}}}.
Якщо прийняти, що
{\displaystyle \ dx^{1}=dx^{2}=dx^{3}},
тобто — годинник нерухомий, можна отримати співвідношення між інтервалом світового,
{\displaystyle \ d\tau ={\frac {ds}{c}}},
та власного,
{\displaystyle \ dt={\frac {dx^{0}}{c}}\qquad (5)},
часу. Для цього треба врахувати, що інтервал {\displaystyle \ ds^{2}} світової лінії нерухомого годинника у гравітаційному потенціалі дорівнює
{\displaystyle \ ds^{2}=-c^{2}{d\tau }^{2}=-g_{00}{dx^{0}}^{2}\qquad (6)}.
Тоді, з урахуванням {\displaystyle \ (5)}, {\displaystyle \ (6)} прийме вигляд:
{\displaystyle \ ds^{2}=-c^{2}d\tau ^{2}=-c^{2}g_{00}{dt}^{2}}.
Звідси,
{\displaystyle \ d\tau ={\sqrt {g_{00}}}dt},
де {\displaystyle \ g_{00}=-(1+{\frac {2\varphi }{c^{2}}})} — функція {\displaystyle \ x}.

## Загальний вираз для уповільнення часу
Нехай об'єкт нерухомий у деякий момент часу. Тоді інтервал між двома подіями, пов'язаними з об'єктом, буде мати вигляд:
{\displaystyle \ ds^{2}=-c^{2}dt^{2}\qquad (7)}.
З іншого боку, {\displaystyle \ ds^{2}} також дорівнює
{\displaystyle \ ds^{2}=d\sigma ^{2}-(c^{*}d\tau \gamma _{\mu }-dx^{\mu })^{2}\qquad (8)},
де {\displaystyle \ d\sigma ^{2}} — квадратична форма диференціала {\displaystyle \ dx^{\mu }}, {\displaystyle \ \gamma _{\mu }} — векторний гравітаційний потенціал, {\displaystyle \ c^{*}=c{\sqrt {-g_{00}}}} — середня швидкість світла, ортогональна вектору {\displaystyle \ \gamma _{\mu }}.
Прирівнявши {\displaystyle \ (8)} до виразу {\displaystyle \ (7)}, можна отримати:
{\displaystyle \ ds^{2}=-c^{2}dt^{2}=d\sigma ^{2}-(c^{*}d\tau -\gamma _{\mu }dx^{\mu })^{2}\Longleftrightarrow cdt={\sqrt {(c^{*}d\tau -\gamma _{\mu }dx^{\mu })^{2}-d\sigma ^{2}}}\qquad (9)}.
Провівши з {\displaystyle \ (9)} перетворення
{\displaystyle \ dt={\sqrt {{\frac {1}{c^{2}}}(d\tau ^{2}((c^{*}-{\frac {dx^{\mu }}{d\tau }})^{2})-d\sigma ^{2})}}=d\tau {\sqrt {({\frac {c{\sqrt {-g_{00}}}}{c}}-\gamma _{\mu }{\frac {dx^{\mu }}{cd\tau }})^{2}-({\frac {d\sigma }{cd\tau }})^{2}}}=d\tau {\sqrt {({\sqrt {-g_{00}}}-\gamma _{\mu }{\frac {v_{\mu }}{c}})^{2}-{\frac {v^{2}}{c^{2}}}}}\qquad (10)}.
Якщо інерційна система відліку часоортогональна, то {\displaystyle \ \gamma _{\mu }=0} і вираз {\displaystyle \ (10)} набуде вигляду:
{\displaystyle \ dt=d\tau {\sqrt {-g_{00}-{\frac {v^{2}}{c^{2}}}}}=d\tau {\sqrt {1+{\frac {2\varphi }{c^{2}}}-{\frac {v^{2}}{c^{2}}}}}},
де {\displaystyle \ \varphi } — скалярний гравітаційний потенціал.